# Marc Ambroise-Rendu
Pour les articles homonymes, voir Rendu (homonymie).
 (mars 2010).
Si vous disposez d'ouvrages ou d'articles de référence ou si vous connaissez des sites web de qualité traitant du thème abordé ici, merci de compléter l'article en donnant les références utiles à sa vérifiabilité et en les liant à la section « Notes et références ».
Marc Ambroise-Rendu, né le 20 décembre 1929 à Aix-en-Provence et mort le 24 juin 2024 à Paris, est un journaliste français, président honoraire d'Île-de-France Environnement, administrateur, ancien rédacteur en chef de Liaison, mensuel d'Île-de-France Environnement.

## Formation
- Diplôme de l'École supérieure de journalisme de Lille (1954);
- Diplôme de l'École nationale supérieure d'architecture de Paris-La Villette (ENSAPLV) (1995, conseiller en environnement urbain).

## Famille
Descendant du pédagogue Ambroise Rendu (1778-1860), petit-fils d'Ambroise Rendu, député de la Haute-Garonne (1874-1973), et d'Henri Émilien Rousseau, peintre orientaliste, fils de Jean Ambroise-Rendu, assureur à Toulouse et président (1970-1980) de l'Union Midi-Pyrénées pour la nature et l'environnement.
Il est le père de deux filles, Catherine, hydrobiologiste chargée de communication au CEMAGREF de Lyon, et Anne-Claude Ambroise-Rendu, professeure d'histoire à l'université de Versailles-Saint-Quentin-en-Yvelines

## Profession
- Journaliste depuis 1955.
- Fondateur du mensuel d'environnement Mieux vivre (1971) devenu le trimestriel Combat Nature (1974-2005).
- Assure la rubrique Environnement puis Urbanisme au journal Le Monde de 1974 à 1995.
- Rédacteur à ABC 13, trimestriel du 13e arrondissement.
- Rédacteur en chef de Liaison, mensuel de l'union Île-de-France Environnement.

## Activités bénévoles
Depuis 1997, il est responsable d'associations de défense de l'environnement à Paris (Association pour le développement et l'aménagement du 13e, association Renaissance de la Bièvre, association Promotion des Maréchaux) puis en Île-de-France.
Il est président (2001-2005), puis président d'honneur et administrateur de l'union d'associations de sauvegarde de l'environnement Île-de-France Environnement (IDFE).
Il est aussi administrateur de la fédération nationale France Nature Environnement (2005-2008).
Durant une courte période, il est encore membre du conseil économique et social régional d'Île-de-France (2007-2008).

## Distinctions
- 1990 : chevalier de la Légion d'honneur au titre de l'environnement.
- 1992 : lauréat du prix Média au titre de l'environnement.

## Publications
- Préhistoire des Français, Paris, Presses de la Cité, 1967, 376 p.
- Paris-Chirac (sous-titré : « Prestige d'une ville, ambition d'un homme »), Paris, Plon, 1988, 385 p.
- Les Rendu ou Comment accéder à la bourgeoisie, Paris, Christian, 1989, 254 p.
- La Garonne sous la pression du siècle, Paris, Privat, 1993, 30 p.
- 1910 - Paris inondé, Paris, Hervas, 1996, 110 p.
- Des cancres à l'Élysée : cinq présidents de la République face à la crise écologique, Paris, Jacob-Duvernet, 2007, 358 p.
- Correspondances de guerre d'Ambroise (IV) Rendu, Paris, 2008 (souscription).